# Schönberg-Höhlensystem
Das Schönberg-Höhlensystem im Toten Gebirge ist mit einer derzeit bekannten Länge von über 155.018 m die längste Höhle Österreichs. Es erhielt seinen Namen, nachdem 2007 der Zusammenhang des ungefähr 33 km langen Feuertal-Höhlensystems mit der rund 86 km langen Raucherkarhöhle entdeckt wurde. Der darüber liegende Schönberg (2093 m) gab dem System seinen Namen.
Die weitverzweigte Höhle mit 35 Eingängen liegt bei Bad Ischl im Grenzgebiet zwischen Oberösterreich und der Steiermark. Das Gebiet um das Schönberg-Höhlensystem wird vom Landesverein für Höhlenkunde Oberösterreich erforscht, vermessen und kartographiert. Das Schönberg-Höhlensystem liegt an Platz 14 der Liste der längsten Höhlen der Welt. Innerhalb Europas befinden sich auf dem Gebiet der Ukraine (Optymistytschna Petschera), der Schweiz (Hölloch, Siebenhengste-Hohgant-Höhle) und Spaniens (Sistema del Alto) längere Systeme.

## Lage

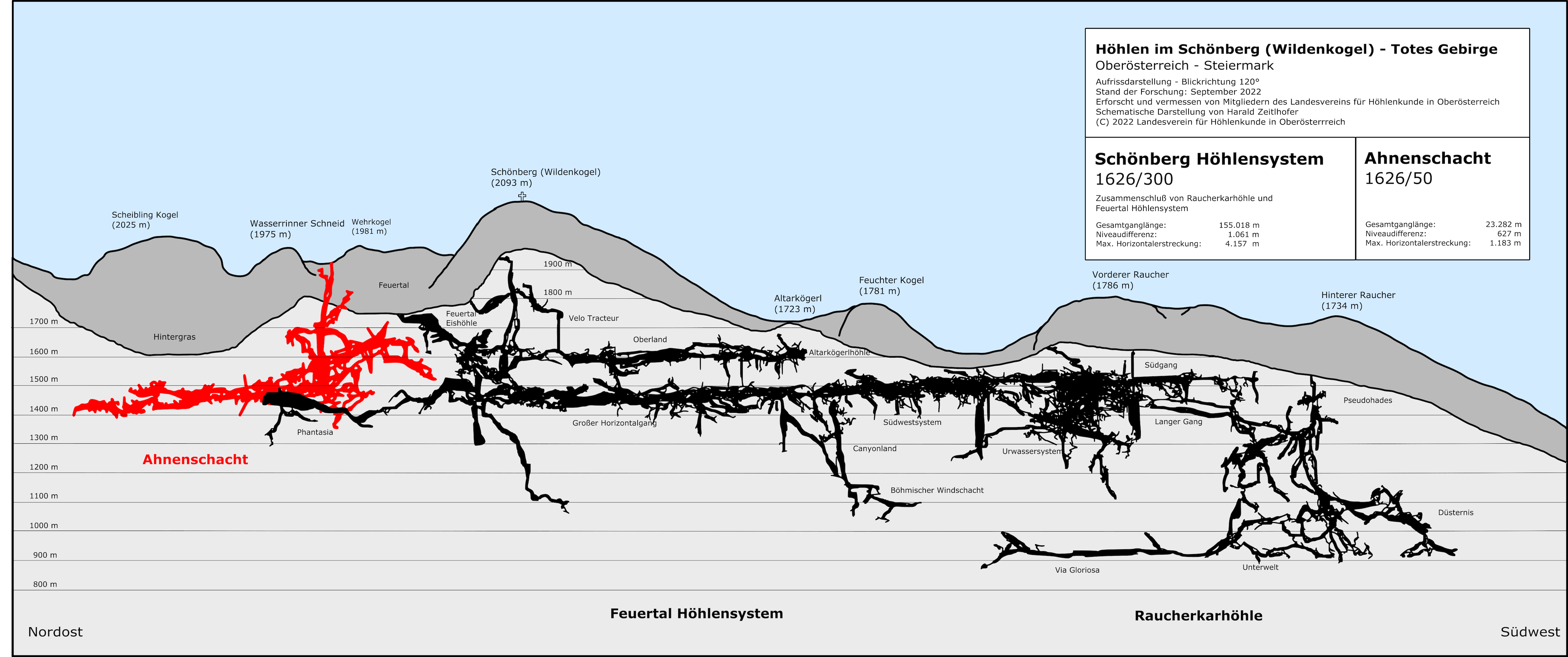
Aufrissdarstellung Schönberg-Höhlensystem

Das Schönberg-Höhlensystem liegt im Gebiet des Schönbergs (2093 m) im westlichen Toten Gebirge. Die Gipfel des Vorderen (1786 m) und Hinteren Raucher (1734 m) sind die Hauptgipfel über dem südlichen Teil (Raucherkarhöhle). Die meisten Eingänge befinden sich am Raucherplateau westlich der Rauchergipfel bzw. im nördlich davon gelegenen Raucherkar, das auch namensgebend für die Höhle ist. Die zentralen Teile liegen unter dem Gipfel des Schönbergs. Die nördlichsten Ausläufer unterlagern das Feuertal und reichen bis zum Hangenden Kogel (1895 m), unter dem sich auch die Endhalle („Another Day In Paradise“) befindet.
Einer der bekanntesten Einstiege ins Schönberg-Höhlensystem ist die Feuertal-Eishöhle, die vom Ebenseer Hochkogelhaus aus leicht zu erreichen ist. Diese Eishöhle ist ein beliebtes Ausflugsziel. Über einen steilen Firnkegel gelangt man in die erste große, noch vom Tag erhellte Halle mit zwei Tagesschloten. Am südlichen Ende dieser Halle befindet sich die Fortsetzung in eine weitere Halle, an deren Ende das eigentliche Höhlensystem mit einem tiefen Schacht beginnt. Meist ist diese Fortsetzung komplett zugeeist, sodass oft tagelang auf ein Schmelzen gewartet werden muss, das nur im Sommer auftritt. Taut der „Verschluss“ jedoch auf, so gelangt man in die so genannte „Gustave-Abel-Halle“ und anschließend ins Hauptsystem, welches von der Eishöhle aus jedoch schwierig zu befahren ist.
Ein anderer, völlig neu entdeckter Eingang ist der so genannte „Separatistenschacht“. Damit können nun auch vorher abgelegene Teile der Höhle relativ leicht befahren werden.

## Geologie
Das Schönberg-Höhlensystem liegt in einem großen Block des Dachsteinkalks der Nördlichen Kalkalpen. Diese wurden bei der alpidischen Gebirgsbildung in mehreren tektonischen Teildecken nach Norden über die Gesteine des europäischen Kontinentalrandes überschoben. Die Gesteine wurden dabei stark beansprucht, zum Teil gefaltet und geklüftet. Entlang dieser Klüftung drang Niederschlagswasser in das Gestein und führte zur Ausbildung von Höhlen als typische Karsterscheinungen. Die bevorzugte Orientierung der Klüftung im Gestein verläuft von Südwesten nach Nordosten, so dass auch die entstehenden Höhlensysteme diese Orientierung aufweisen.

## Erforschungsgeschichte

### Raucherkarhöhle
Die Forschung im Raucherkar begann, als 1961 in der Bärenhöhle (1626/55b) ein sehr gut erhaltener Höhlenbärenschädel gefunden wurde. Die benachrichtigten Forscher des Landesvereins für Höhlenkunde in Oberösterreich entdeckten daraufhin in der Umgebung mehrere Höhleneingänge, die zu einem gemeinsamen Labyrinth führten. In den darauf folgenden Touren konnten bereits die zentralen Höhlenteile rund um den Gigantendom erforscht werden: Langer Gang, Südgang, Nordgang, Gigantenkluft. Seither finden regelmäßige Forschungs-Expeditionen statt. Ein wichtiger Meilenstein war die Erstbefahrung des Kantenschachtes, einem 110 Meter tiefen Direktschacht, über den die Teile der Unterwelt erreichbar sind. Die Via Gloriosa in der Unterwelt ist ein Gangsystem auf etwa 900 Metern Seehöhe und führt in nordöstliche Richtung. Eine weitere wichtige Entdeckung konnte 1996 gemacht werden, als der Highway NNO (Nord-Nord-Ost) und damit ein weit verzweigtes System im Norden der Höhle gefunden wurde. Von diesen Teilen aus wurde auch immer wieder eine mögliche Verbindung zum nördlich gelegenen Feuertal-Höhlensystem gesucht.

### Feuertal-System
Entdeckt wurde das Feuertal-System 1976 durch französische Höhlenforscher. Sie entdeckten die ersten tiefen Schächte und das erste von drei riesigen Horizontalsystemen. Kurze Zeit später erreichte man auch den anfangs tiefsten Punkt der Höhle (913 m unter dem Eingang), zu welchem man dann jahrzehntelang nicht mehr zurückkehrte. Anfangs wurden die Entdeckungen nur sehr mangelhaft dokumentiert, die Höhle hatte zu diesem Zeitpunkt „nur“ eine Länge von rund 6 km. Früh wurde bemerkt, dass ein Hauptgang der Höhle in Richtung Raucherkarhöhle führte, der Zusammenschluss wurde aber erst viel später entdeckt. Vor der Erforschung dieses Zusammenhangs wurde der Zusammenschluss mit der Altarkögerl-Höhle entdeckt, ebenfalls der Eishöhle im Feuertal nördlich des Schönbergs selbst. Weitere Forschungen bis 1990 ließen die Höhle schnell auf eine Gesamtlänge von etwa 20 km anwachsen. 2006 erfolgte dann eine Expedition zum tiefsten und damit tagfernsten Punkt der Höhle, auf 1061 m unter dem Eingang.

### Zusammenschluss von Raucherkarhöhle und Feuertal-System
Alljährlich etwa in der ersten Augustwoche findet auf der Ischler Hütte eine Forschungswoche statt. Im Rahmen der Forschungswoche 2007 gelang es den teilnehmenden Höhlenforschern, den lange gesuchten Durchgang zwischen den beiden Höhlensystemen zu finden.
Diesen Zusammenschluss der beiden Höhlensysteme machten einige vorangegangene Touren möglich. So führten mehrere zwei- bis dreitägige Biwaktouren im Feuertal-Höhlensystem in ein neues System, das parallel zum großen Horizontalgang immer näher an die Raucherkarhöhle führte. In drei großen Touren wurden 1500, 1800 und 2300 m vermessen und die Überdeckung, also der Abstand zwischen Fels und Oberfläche, immer geringer.
Während der gesamten Forschungswoche wurden Versuche gestartet, die Verbindung zu finden, jedoch stellten sich die meisten Gänge in Richtung Raucherkar als Sackgassen heraus. Am vorletzten Tag wurde noch ein vielversprechender Gang („Feuchter Tropfsteingang“) gefunden und vermessen. Am 3. August 2007 wurde noch einmal ein letzter Versuch in diesem Gang unternommen, um die zwei unerforschten Gänge noch zu untersuchen. Der erste Gang stellte sich wiederum als Sackgasse heraus. Der zweite, ein 20 m tiefer Schacht, führte durch ein eng verzweigtes Gangsystem („Konstante Inhumanität“) direkt Richtung Raucherkarhöhle, wo schließlich der Zusammenschluss durch die Höhlenforscher Gerhard Wimmer, Clemens Tenreiter und Gabriel Wimmer stattfand.